# Recoima (cidade)
Recoima (em árabe: رأس الخيمة; romaniz.: Ras al-Khaimah "na parte superior da tenda")  é uma cidade dos Emirados Árabes Unidos, capital do Emirado de Recoima. Está localizada no golfo Pérsico, ao extremo norte do deserto do Rub al-Khali, entre as montanhas e o mar. O província de Moçandão, que é uma enclave omã, é distante de aproximadamente vinte quilómetros ao norte e ao leste da cidade.
Construída em torno de um porto natural (ou khor), que a separa em dois bairros : o Velho Recoima e Naquel, está povoada de 115 949 habitantes em 2014, ou seja 60 % da população dos Emirados.
O Aeroporto Internacional de Recoima encontra-se a 18 quilómetros ao sul da cidade.

## História
Ras Al Khaimah tem sido local de habitação humana contínua há 7.000 anos, com achados arqueológicos que datam do Neolítico. A área norte da cidade hoje conhecida como Ras Al Khaimah foi anteriormente o local do importante assentamento e porto da era islâmica de Julfar. Evidências arqueológicas demonstraram que Julfar mudou de localização ao longo do tempo, à medida que os canais do porto ficavam assoreados. Escavações de grande extensão, que revelaram vestígios de uma fortificação da era Sassânida, indicam que o início de Julfar estava localizado no assentamento de Kush, no norte da atual cidade de Ras Al Khaimah, não muito longe de outros locais de interesse histórico e arqueológico, como o forte pré-islâmico, 'Palácio de Sheba' (Forte Shimal).
Um dos filhos mais célebres de Ras Al Khaimah, Ibn Majid, foi um marinheiro, navegador e cartógrafo extremamente influente, e há evidências em seus escritos de que a cidade de onde ele veio era naquela época conhecida como Ras Al Khaimah, tendo essa cidade eclipsado Julfar como o principal porto e assentamento da costa de Shimal.
No início do século XVIII, os Qawasim (singular Al Qasimi) estabeleceram-se em Ras Al Khaimah e Sharjah na Península Arábica, crescendo até se tornarem uma força marítima significativa com participações tanto na costa persa como na costa árabe, que frequentemente entravam em conflito com a navegação de bandeira britânica.

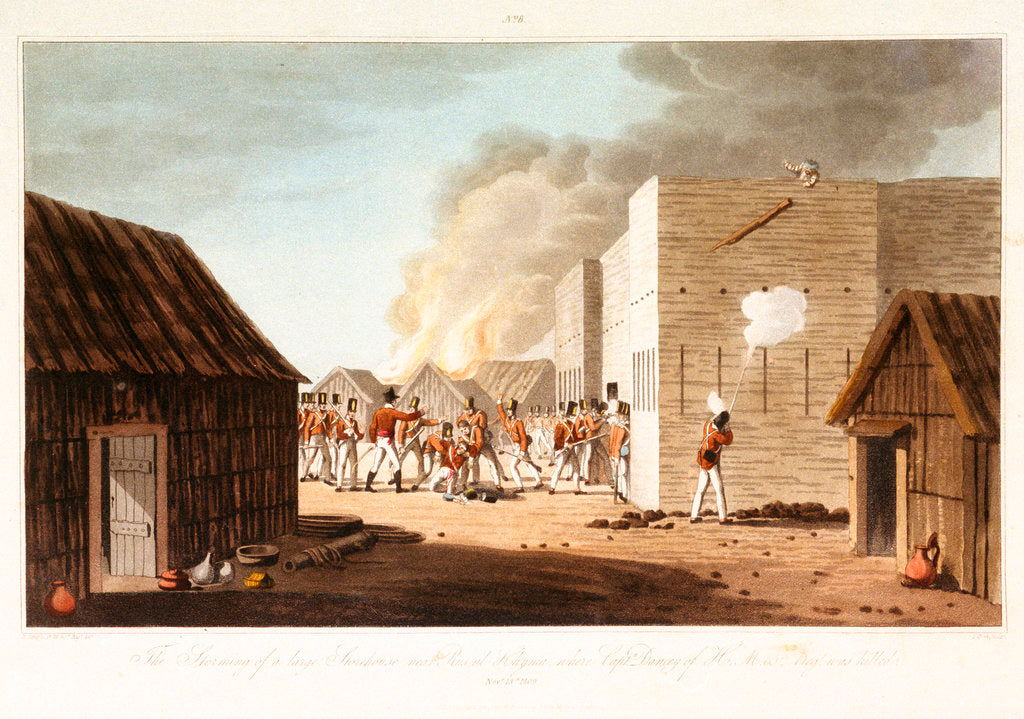
Recoima durante a campanha do Golfo Pérsico de 1809.

Na sequência de uma série de ataques contra navios que navegavam sob bandeira de Omã e após a época das monções de 1809, os britânicos montaram a campanha do Golfo Pérsico de 1809 contra Ras Al Khaimah, na qual a frota de Al Qasimi foi em grande parte destruída. A operação britânica prosseguiu até Lingeh, na costa persa, que era, tal como as ilhas Greater and Lesser Tunbs, administrada pelos Al Qasimi.
Na manhã de 14 de novembro, a expedição militar terminou e as forças britânicas regressaram aos seus navios, tendo sofrido baixas ligeiras de cinco mortos e 34 feridos. As perdas árabes são desconhecidas, mas foram provavelmente significativas, enquanto os danos causados às frotas Al Qasimi foram graves: uma parte significativa dos seus navios foi destruída.
Após a campanha de 1809, foi celebrado um acordo em 1815 entre os britânicos e os Al Qasimi. No entanto, em 1819 era evidente que o acordo tinha sido quebrado e, por isso, em novembro desse ano, os britânicos embarcaram numa segunda expedição contra os Al Qasimi em Ras Al Khaimah, liderada pelo Major-General William Keir Grant.
A força reuniu-se ao largo da costa de Ras Al Khaimah a 25 e 26 de novembro e, a 2 e 3 de dezembro, as tropas foram desembarcadas a sul da cidade e montaram baterias de canhões e morteiros e, a 5 de dezembro, a cidade foi bombardeada por terra e por mar durante quatro dias, até que, a 9 de dezembro, a fortaleza e a cidade de Ras Al Khaimah foram invadidas e consideradas praticamente desertas. Após a queda de Ras Al Khaimah, três cruzadores foram enviados para bloquear Rams a Norte, que também se encontrava deserta e os seus habitantes retiraram-se para o “inexpugnável” Forte de Dhayah.
Os britânicos desembarcaram uma força em Rams a 18 de dezembro, que lutou pelo interior através de plantações de tâmaras até ao Forte de Dhayah. No dia seguinte, 398 homens e outras 400 mulheres e crianças resistiram, sem saneamento, água ou proteção eficaz contra o sol, durante três dias sob fogo intenso de morteiros e canhões de 12 libras.
Os dois canhões de 24 libras do HMS Liverpool, que tinham sido utilizados para bombardear Recoima a partir do lado de terra, foram novamente utilizados e arrastados através da planície de Rams, uma viagem de cerca de quatro milhas. Cada um dos canhões pesava mais de 2 toneladas. Depois de suportar duas horas de fogo contínuo dos grandes canhões, que romperam as muralhas do forte, o último dos Al Qasimi rendeu-se às 10h30 da manhã de 22 de dezembro.
Em janeiro de 1820, os britânicos impuseram o Tratado Marítimo de 1820 assinado pelo Xeque Sultan Bin Saqr Al Qasimi de Sharjah, que foi reintegrado pelos britânicos em Ras Al Khaimah após a deposição de Hassan bin Rahma Al Qasimi. O tratado estipulava o fim da pirataria e da escravatura e lançava as bases do protetorado britânico sobre os Estados da Trégua que durou até 1 de dezembro de 1971.

## Geografia

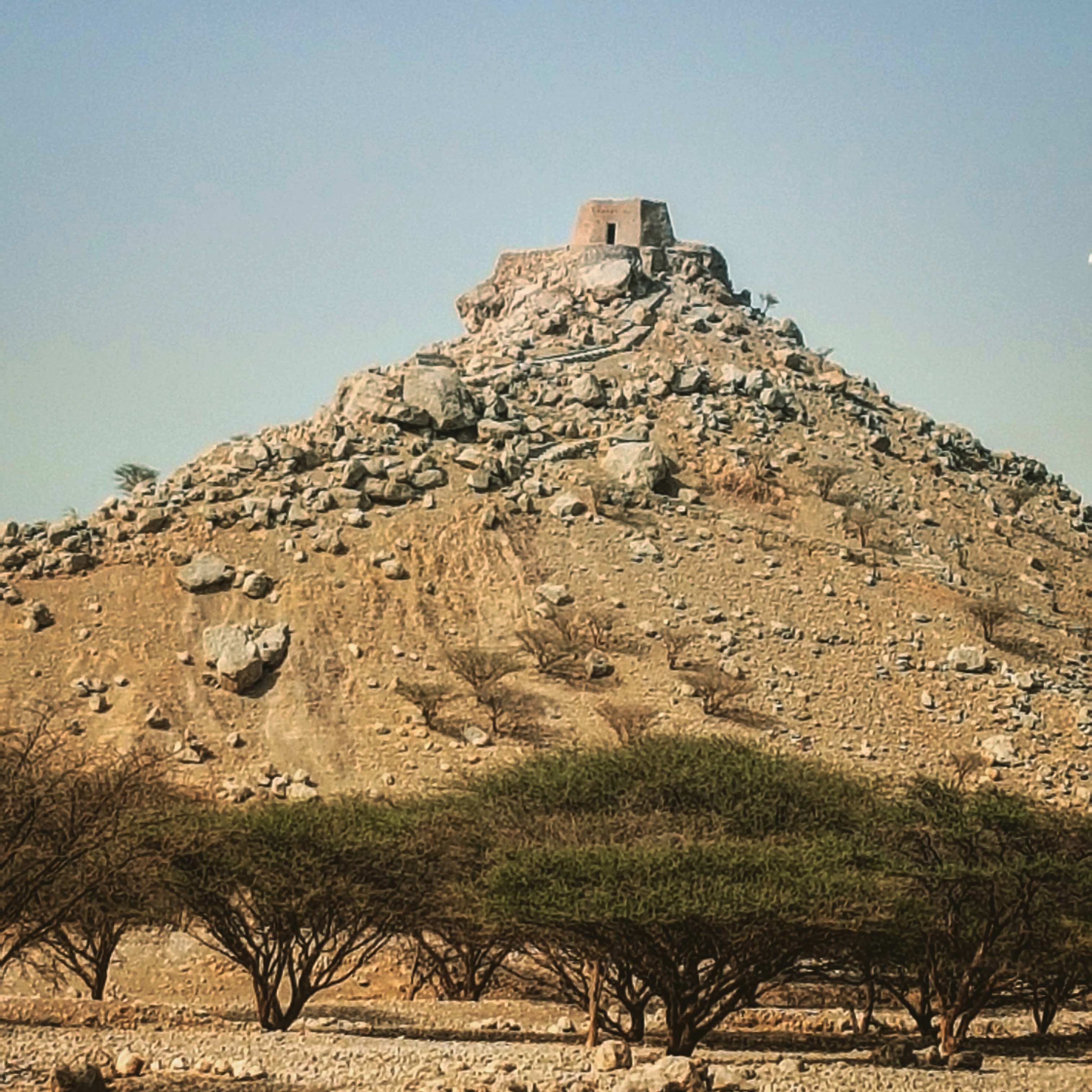
O forte de Dhayah no topo da colina

| Dados climáticos para Recoima (1991–2020) | Dados climáticos para Recoima (1991–2020) | Dados climáticos para Recoima (1991–2020) | Dados climáticos para Recoima (1991–2020) | Dados climáticos para Recoima (1991–2020) | Dados climáticos para Recoima (1991–2020) | Dados climáticos para Recoima (1991–2020) | Dados climáticos para Recoima (1991–2020) | Dados climáticos para Recoima (1991–2020) | Dados climáticos para Recoima (1991–2020) | Dados climáticos para Recoima (1991–2020) | Dados climáticos para Recoima (1991–2020) | Dados climáticos para Recoima (1991–2020) | Dados climáticos para Recoima (1991–2020) |
| Mês                                       | Jan                                       | Fev                                       | Mar                                       | Abr                                       | Mai                                       | Jun                                       | Jul                                       | Ago                                       | Set                                       | Out                                       | Nov                                       | Dez                                       | Ano                                       |
| ----------------------------------------- | ----------------------------------------- | ----------------------------------------- | ----------------------------------------- | ----------------------------------------- | ----------------------------------------- | ----------------------------------------- | ----------------------------------------- | ----------------------------------------- | ----------------------------------------- | ----------------------------------------- | ----------------------------------------- | ----------------------------------------- | ----------------------------------------- |
| Recorde alta °C (°F)                      | 32.2 (90)                                 | 39.7 (103.5)                              | 42.9 (109.2)                              | 44.7 (112.5)                              | 48.5 (119.3)                              | 49.0 (120.2)                              | 48.6 (119.5)                              | 48.3 (118.9)                              | 47.6 (117.7)                              | 43.6 (110.5)                              | 37.8 (100)                                | 34.0 (93.2)                               | 49 (120.2)                                |
| Média alta °C (°F)                        | 25.2 (77.4)                               | 27.0 (80.6)                               | 30.3 (86.5)                               | 35.8 (96.4)                               | 40.9 (105.6)                              | 43.0 (109.4)                              | 43.3 (109.9)                              | 43.0 (109.4)                              | 41.1 (106)                                | 37.5 (99.5)                               | 32.0 (89.6)                               | 27.4 (81.3)                               | 35.5 (95.9)                               |
| Média diária °C (°F)                      | 18.6 (65.5)                               | 20.2 (68.4)                               | 23.0 (73.4)                               | 27.5 (81.5)                               | 32.1 (89.8)                               | 34.6 (94.3)                               | 36.2 (97.2)                               | 35.9 (96.6)                               | 33.1 (91.6)                               | 29.2 (84.6)                               | 24.5 (76.1)                               | 20.4 (68.7)                               | 28.0 (82.4)                               |
| Média baixa °C (°F)                       | 12.2 (54)                                 | 13.6 (56.5)                               | 16.2 (61.2)                               | 19.7 (67.5)                               | 23.8 (74.8)                               | 26.7 (80.1)                               | 29.7 (85.5)                               | 29.4 (84.9)                               | 26.0 (78.8)                               | 21.7 (71.1)                               | 17.5 (63.5)                               | 13.8 (56.8)                               | 20.9 (69.6)                               |
| Recorde baixa °C (°F)                     | 4.8 (40.6)                                | 4.6 (40.3)                                | 6.8 (44.2)                                | 11.6 (52.9)                               | 15.6 (60.1)                               | 19.6 (67.3)                               | 23.4 (74.1)                               | 23.2 (73.8)                               | 18.3 (64.9)                               | 10.9 (51.6)                               | 10.2 (50.4)                               | 5.0 (41)                                  | 4.6 (40.3)                                |
| Média precipitação mm (pol.)              | 28.2 (1.11)                               | 19.9 (0.783)                              | 30.3 (1.193)                              | 6.6 (0.26)                                | 0.1 (0.004)                               | 0.0 (0)                                   | 0.7 (0.028)                               | 0.2 (0.008)                               | 0.2 (0.008)                               | 1.7 (0.067)                               | 7.6 (0.299)                               | 20.2 (0.795)                              | 115.5 (4.547)                             |
| Média de dias de precipitação (≥ 1 mm)    | 3.3                                       | 3.0                                       | 3.6                                       | 1.9                                       | 1.0                                       | 0.0                                       | 2.0                                       | 2.0                                       | 1.0                                       | 1.0                                       | 1.8                                       | 3.0                                       | 23.6                                      |
| Média umidade relativa (%)                | 71                                        | 69                                        | 64                                        | 54                                        | 46                                        | 50                                        | 51                                        | 51                                        | 58                                        | 61                                        | 65                                        | 70                                        | 59.2                                      |
| Média mensal horas de sol                 | 229.2                                     | 221.0                                     | 248.0                                     | 285.5                                     | 335.6                                     | 318.3                                     | 292.0                                     | 299.4                                     | 293.1                                     | 296.3                                     | 262.4                                     | 232.6                                     | 3 313,3                                   |
| Fonte: NOAA (humidity 1981-2010)          |                                           |                                           |                                           |                                           |                                           |                                           |                                           |                                           |                                           |                                           |                                           |                                           |                                           |

## Educação
Para além das escolas árabes financiadas pelo governo, a cidade alberga a Ras Al Khaimah Academy, a Wellspring School e outras escolas indianas. As instituições de ensino superior da cidade incluem as Higher Colleges of Technology, a Ras Al Khaimah Medical and Health Sciences University, a American University of Ras Al Khaimah e muitas outras faculdades.

## Economia

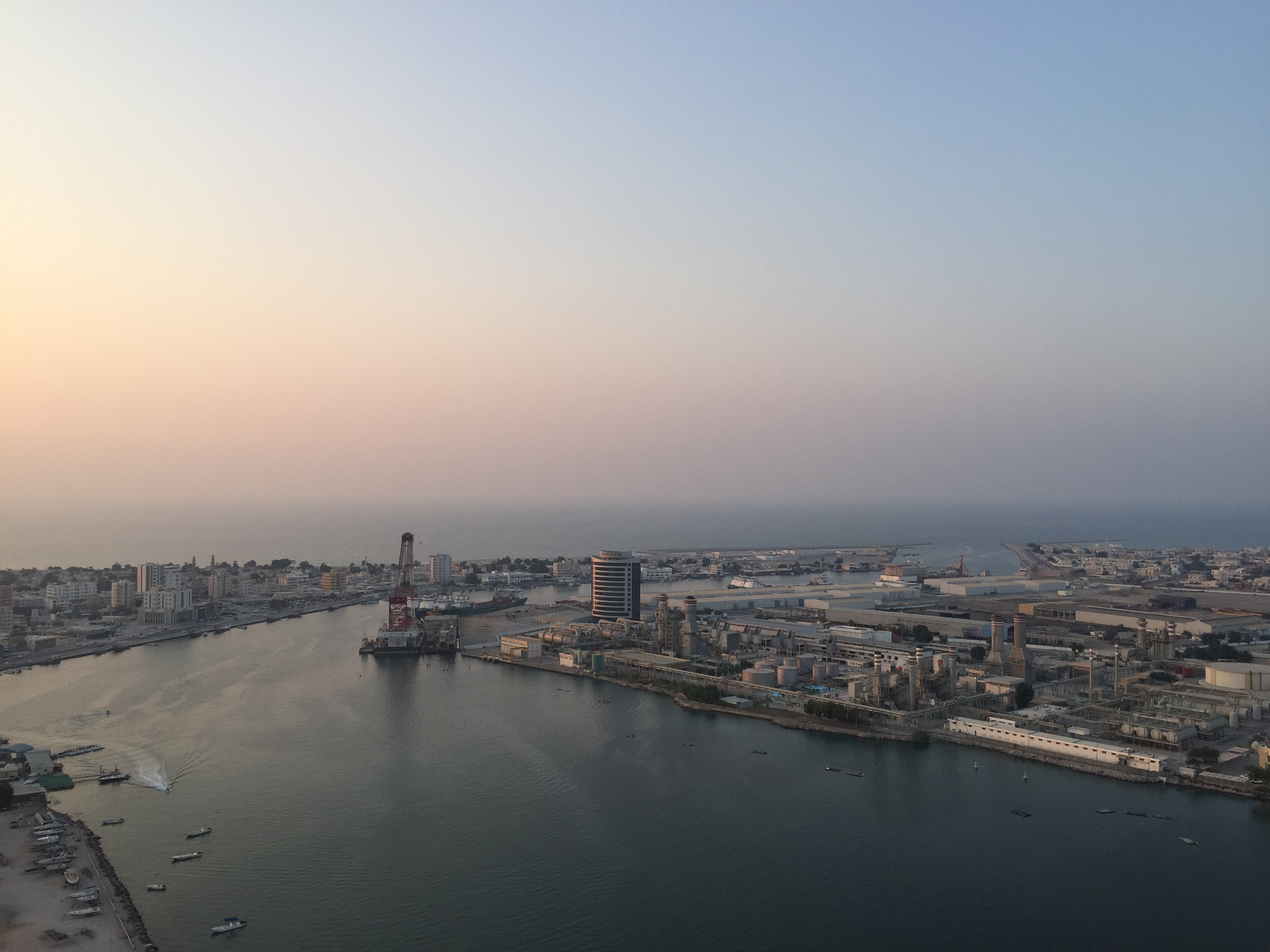
Vista da cidade e parte do complexo portuário

A cidade de Ras Al Khaimah é a sede da Zona Económica de Ras Al Khaimah (RAKEZ), que ajuda a ligar os investidores aos mercados internacionais. A zona presta serviços a empresas que vão desde freelancers a startups em 50 sectores de atividade.

### Indústria da cerâmica
A cidade é a sede da RAK Ceramics, um fabricante mundial de cerâmica. A empresa produz 123 milhões de metros quadrados de azulejos e 5 milhões de peças de louça sanitária por ano.

### Indústria farmacêutica
A Gulf Pharmaceutical Industries é uma empresa fabricante de produtos farmacêuticos que opera na região MENA e está sediada na cidade. A empresa, também conhecida pelo nome de Julphar, emprega 5.000 pessoas e distribui os seus produtos em 50 países.

### Indústria do jogo
Em 2022, Ras Al Khaimah anunciou um projeto de 3,9 mil milhões de dólares, Wynn Al Marjan Island, que deverá ser inaugurado em 2027. O resort estava a ser criado em colaboração com a Wynn Resorts, cujo diretor da empresa, Craig Billings, confirmou que incluirá uma “componente de cassino” de 67.000 m. O país não possuem leis que legalizem o jogo ou o equipamento de jogo. No entanto, o país estabeleceu a Autoridade Reguladora Geral de Jogos Comerciais (GCGRA), em setembro de 2023. A GCGRA concedeu uma licença de “Operador de Instalações de Jogos Comerciais” à Wynn Resorts, em outubro de 2024. Dadas as leis da Sharia do país, o jogo é completamente proibido para os cidadãos locais. No entanto, o projeto estava a progredir discretamente para atrair os estrangeiros e remodelar o turismo da região.

## Esporte
A cidade possui as seleções de futebol Emirates Club e Ras Al Khaimah Club, que já competiram na UEA Pro League.